# One Demos
One Demos è la terza raccolta del cantautore statunitense Neal Morse, pubblicata nel 2007 dalla Radiant Records.

## Descrizione
Come intuibile dal titolo, l'album contiene le prime versioni dei brani successivamente completati ed inseriti nel quarto album in studio di Morse One, uscito nel 2004.

## Tracce
Testi e musiche di Neal Morse.
1. The Creation/The Man's Gone/D-Jam – 22:13
2. Author of Confusion – 8:13
3. The Separated Man – 9:38
4. Mayhem/Cradle to the Grave – 9:38
5. Help Me/Spirit and the Flesh – 12:33
6. Father of Forgiveness – 5:49
7. Reunion – 9:52